# The Manhattan Transfer (album)
The Manhattan Transfer è un album del gruppo vocale statunitense omonimo, pubblicato nel 1975 dalla Atlantic Records. Si tratta del disco di debutto del gruppo nella formazione con Tim Hauser, Janis Siegel, Alan Paul e Laurel Massé. In precedenza una diversa incarnazione dei Manhattan Transfer, capeggiata da Gene Pistilli, aveva realizzato un unico album, intitolato Jukin', per la Capitol.
L'album fu co-prodotto dal fondatore della Atlantic Records, Ahmet Ertegün che aveva scoperto il quartetto vocale in un club di New York alla fine del 1974. Raggiunse la posizione 33 della classifica di Billboard trainato dal buon successo del singolo Operator.

## Il disco
L'album contiene già tutti gli elementi che renderanno famosi i Manhattan Transfer negli anni successivi. Un misto di vecchi standard ripescati dal repertorio dello swing, del jive e dei musical di Broadway, di cover di gruppi vocali dell'epoca del doo-wop, di escursioni nel jazz vocale e di canzoni pop, rhythm and blues e easy listening moderne.
Il disco si apre con Tuxedo Junction, uno dei brani più celebri della swing era. Scritto per l'orchestra di Erskine Hawkins nel 1939, divenne uno dei cavalli di battaglia di Glenn Miller durante la seconda guerra mondiale. In questa versione il brano è una precisa replica di quella di Miller, con le quattro voci che ricreano le armonie dell'orchestra e si sostituiscono ai riff dei fiati con la tecnica del vocalese che renderà celebre il quartetto newyorkese. Il brano raggiunse la posizione 24 delle classifiche pop britanniche e fu la sigla dei Manhattan Transfer almeno fino al 1978, quando fu incisa Four Brothers, ma rimase comunque uno dei cardini del loro repertotorio jazzistico.
Blue Champagne proviene da repertorio dell'orchestra di Jimmy Dorsey e raggiunse anch'essa, come Tuxedo Junction, il primo posto delle classifiche di vendita statunitense nel 1941. Candy è un altro standard degli anni quaranta, portata al successo da Johnny Mercer e Jo Stafford, poi da Dinah Shore e infine dalla cantante R'n'B Big Maybelle nel 1953 e la cui versione è stata inserita nella Grammy Hall of Fame.
You Can Depend on Me è una composizione di Earl Hines del repertorio degli All Stars di Louis Armstrong interpretata successivamente dalla cantante country Brenda Lee che nel 1961 l'aveva portata alla posizione 6 della Billboard Hot 100. La versione dei Manhattan Transfer si rifà a quella jazz di Jimmy Rushing (ex vocalist di Count Basie) incisa nel 1966. Zoot Sims, che aveva partecipato alla session di Rushing, partecipò come ospite alla versione dei Manhattan Transfer suonando l'assolo di sassofono tenore. Al brano fu aggiunta anche una parte vocale in stile vocalese di Janis Siegel e Tim Hauser.
Java Jive era stata già incisa nell'unico album realizzato dalla prima incarnazione dei Manhattan Transfer nel 1971. Anche in questo caso si tratta di un vecchio brano degli anni quaranta, portato al successo nel 1940 dal gruppo vocale doo-wop The Ink Spots. Il testo contiene un gioco di parole tra chili bean e il titolo della canzone italiana Ciribiribin composta da Carlo Tiochet e da Alberto Pestalozza nel 1898, lanciata dall'austriaca Mitzi Kirchner e molto popolare negli Stati Uniti in quegli anni (fu incisa tra gli altri da Enrico Caruso nel 1909, da Benny Goodman nel 1938, da Henry James con Frank Sinatra, da Glenn Miller e da Bing Crosby nel 1939 e, in Italia, dall'Orchestra Angelini nel 1941 e dal Trio Lescano nel 1942). Sempre del repertorio dei The Ink Spot è That Cat is High composta da J. Mayo Williams, qui con un potente arrangiamento swing in cui le voci femminili rendono il miagolio dei gatti imitando in modo originale il suono di una sezione di fiati dotati di sordina.
Nell'album sono comprese altre cover di gruppi vocali del passato, come Gloria, incisa nel 1954 dal quintetto di Harlem The Cadillacs e riproposta dai Manhattan Transfer in una versione adatta alla voce solista di Alan Paul che, prima di entrare nel gruppo, era stato nel cast originale del musical Grease. Sweet Talking Guy è invece la cover di un successo del gruppo vocale femminile The Chiffons che nel 1966, col titolo Sweet Talkin' Guy, raggiunse la Top 10 delle classifiche statunitensi.
Altro recupero dal passato, impreziosito da un assolo di sassofono Michael Brecker (al tempo soprattutto apprezzato session men), è Operator, un ritmato gospel scritto da Bill Spivery negli anni cinquanta per i suoi The Friendly Brothers. Operator fu il primo singolo di successo dei Manhattan Transfer e raggiunse la posizione 22 nella Hot 100 di Billboard.
Operator colpì soprattutto per l'introduzione "a cappella" e per l'intensa e emozionante interpretazione della solista Janis Siegel ed ebbe una buona diffusione radiofonica.
Il disco, caratteristica comune a gran parte dei successivi lavori dei Manhattan Transfer, contiene, oltre a citazioni e revival del passato, anche canzoni moderne, come il funky Occappella, una composizione del musicista e produttore R'n'B Allen Toussaint che era stata registrata l'anno prima da Ringo Starr nel suo Goodnight Vienna con Dr. John. Sia l'ex-Beatle che il pianista di New Orleans furono tra gli ospiti di Coming Out, il successivo album dei Manhattan Transfer.
Chiaro omaggio allo stile doo-wop dei gruppi vocali degli anni cinquanta è Heart's Desire che proviene dal repertorio dei The Avalons, un gruppo rhythm 'n' blues e gospel attivo a partire dal 1947 fino al 1959.
L'unica canzone originale del disco è Clap Your Hands, un ritmato pezzo in pieno stile disco music con tanto di accompagnamento di violini, unica composizione dei Manhattan Transfer del disco (sulla musica del direttore musicale, chitarrista e arrangiatore Ira Newborn). Clap Tour Hand fu il primo singolo tratto dall'album, pur senza grande successo.

## Tracce
1. Tuxedo Junction - (Buddy Fayne, William Johnson, Julian Dash, Erskine Hawkins) - 3:03
2. Sweet Talking Guy - (Doug Morris, Eliot Greenberg) - 2:25
3. Operator - (William Spivery) - 3:09
4. Candy - (Mark David, Joan Whitney, Alex Kramer) - 3:26
5. Gloria - (Esther Navarro) - 2:57
6. Clap Your Hands - (Ira Newborn, The Manhattan Transfer) - 2:55
7. That Cat Is High - (J.M. Williams) - 2:53
8. You Can Depend on Me - (Earl Hines, Charles Carpenter, Luis Dunlap, Janis Siegel, Tim Hauser) - 3:30
9. Blue Champagne - (Frank Ryerson, Grady Watts, Jimmy Eaton) - 2:21
10. Java Jive - (Milton Drake, Ben Oakland) - 2:44
11. Occapella - (Allen Toussaint) - 3:04
12. Heart's Desire - (Hugh Lewis, George Cox, James Dozier, Ralph Ingram, Bernard Purdie) - 2:36

## Formazione
- The Manhattan Transfer - voce e arrangiamento vocale
  - Tim Hauser
  - Laurel Massé
  - Alan Paul
  - Janis Siegel
- Ira Newborn - chitarra, conduzione, arrangiamento
- Dan Grolnick - pianoforte, tastiere, clavinet
- Andy Muson - contrabbasso e basso elettrico
- Ray Markowitz - batteria
- Mike Rod - sassofono tenore
- Murray Weinstock - organo (#2, #5), pianoforte (#8)
- Michael Brecker - sassofono tenore (#3)
- Jerry Friedman - chitarra (#6, #11)
- Gene Orloff - primo violino (#6, #12)
- Zoot Sims - sassofono tenore (#8)
- Richard Tee - organo (#3), piano elettrico (#11)
- Daniel Ben Zebulon - congas (#11)
- Randy Brecker, Mel Davis, John Faddis, Bob McCoy, Marky Markowitz, Mavin Stamm, Alan Rubin - trombe[17]
- Wayne Andre, Garnett Brown, Paul Favlise, Mickey Gravine, Quentin Jackson, Alan Ralph - tromboni
- Phil Bodner, Jerry Dodgion, George Dorsey, Harvey Estrin, Dave Sanborne, Geoarge Young - sossofoni contralto
- Michael Brecker, Seldon Powell, Mike Rod, Frank Vicari - sassofoni tenore
- Lew Delgatto, Wally Kane - sassofoni baritono
- Phil Bodner, Wally Kane, Seldon Powell - clarinetti
- Orchestra di violini non accreditata[17]

## Edizioni
- 1975 – LP, Atlantic Records SD 18133, USA
- 1975 – LP, Atlantic Records WEA 50138, Europa
- 1987 – CD, Atlantic Records WEA 7567-81493-2, Europa
- 1987 – CD, Atlantic Records WEA 18133 2, USA
- 2010 – Original Album Series, CD (x5), Rhino Records 8122798369

### Singoli
- 1975 – Clap Your Hands / Sweet Talking Guy, 45gg, Atlantic Records 3277, USA
- 1975 – Operator / Tuxedo Junction, 45gg, Atlantic Records 3292, USA